# Scheffauer
De Scheffauer is een berg in de deelstaat Tirol, Oostenrijk. De berg heeft een hoogte van 2.111 meter.
De Scheffauer is onderdeel van het Kaisergebergte.